# Zbrodnie w Świętocinie
Zbrodnie w Świętocinie – zbrodnie dokonane w 1943 podczas rzezi wołyńskiej na ludności polskiej w kolonii Świętocin położonej w gminie Werba w powiecie włodzimierskim województwa wołyńskiego przez oddziały Ukraińskiej Powstańczej Armii oraz ludność ukraińską. Według obliczeń Władysława i Ewy Siemaszko łącznie w kilku napadach zginęło 144 Polaków.
Ludność Świętocina, który liczył około 60 gospodarstw, długo przed rozpoczęciem zbrodni była kontrolowana przez wartowników ukraińskich, będących prawdopodobnie partyzantami UPA. Polacy byli zmuszani przez partyzantów do przewożenia ich zaprzęgami konnymi (tzw. podwodami). Latem 1943 roku trzech Polaków nie powróciło z podwodów.
29 sierpnia 1943 roku rano Świętocin został opanowany przez miejscowych Ukraińców ubranych w mundury polskie i niemieckie. Polaków wyłapywano i zabijano na miejscu, bądź prowadzono do lasu przyległego do wsi i tam mordowano w okolicach leśniczówki. Ofiary wrzucano do kilku przygotowanych dołów. Zabijano z broni palnej, bądź przy użyciu różnych narzędzi. Tego dnia zginęło około 80 osób. Część mieszkańców kolonii zdołała zbiec do lasu; tam Ukraińcy urządzali na nich obławy. Oprawcy oszczędzili schwytaną 5-osobową rodzinę Nowakowskich, która przed niedoszłą egzekucją zaintonowała modlitwę. Niektórym Polakom udało się uciec do Maciejowa. W samej miejscowości przy życiu pozostawiono tylko Polaków będących wyznawcami sztundyzmu, o pacyfistycznych przekonaniach oraz kilku katolików, którzy się u nich schronili. 
Kilka dni po tej zbrodni upowcy rozstrzelali w leśniczówce dwadzieścia kilka osób, pojmanych uciekinierów ze Świętocina i pobliskiej Głęboczycy, również zaatakowanej przez UPA. 2 września 1943 roku w Świętocinie Ukraińcy zabili uderzeniami orczyka w głowę kolejne schwytane osoby (18 osób z czterech rodzin). Do ich pochowania zmuszono sztundystę Wiktora Kozaka.
Ostatnią zbrodnią UPA na Polakach w Świętocinie było wymordowanie 11 listopada 1943 roku w sąsiadującym z kolonią lesie wszystkich miejscowych sztundystów, tj. 23 osoby.

## Upamiętnienie
W 2001 roku Stowarzyszenie Upamiętniania Polaków Pomordowanych na Wołyniu postawiło w Świętocinie metalowy krzyż o wysokości 5-10 metrów.